# Griveta de capell rogenc
La griveta de capell rogenc (Catharus frantzii) és un ocell de la família dels túrdids (Turdidae).

## Hàbitat i distribució
Habita la selva pluvial i sotabosc de pins i roures, ales muntanyes de Mèxic i Centreamèrica fins l'oest de Panamà..